# Kanton Agen-Ouest
Der Kanton Agen-Ouest war von 1973 bis 2015 ein französischer Wahlkreis im Arrondissement Agen, im Département Lot-et-Garonne und in der früheren Region Aquitanien.
Der Kanton umfasste Wahlberechtigte aus einem Teil der Stadt Agen und aus der Gemeinde Le Passage.